# Antti Kalliomäki
Antti Tapani Kalliomäki (* 8. ledna 1947, Siikainen) je bývalý finský sportovec, atlet a politik. Na letních olympijských hrách v Montrealu 1976 získal stříbrnou medaili ve skoku o tyči. Je vicemistrem Evropy (1978) a halovým mistrem Evropy z roku 1975.
Finsko reprezentoval na olympijských hrách celkově třikrát. Úspěchem však pro něj skončila jen olympiáda v roce 1976. V roce 1972 na olympiádě v Mnichově nepřekonal 520 cm a ve finále skončil bez platného pokusu. Neúspěchem pro něj dopadla i účast na letních hrách v Moskvě 1980, kde nezaznamenal platný pokus již v kvalifikaci. Pod stupni vítězů naopak zůstal na mistrovství Evropy 1974 v Římě, kde se umístil na čtvrtém místě. Stříbrnou medaili vybojoval na ME 1978 v Praze, když na strahovském stadionu Evžena Rošického překonal 550 cm.
Největší úspěchy zaznamenal na halovém mistrovství Evropy, kde získal celkově pět medailí. Nejcennější získal v roce 1975 v polských Katovicích. Stříbro vybojoval na HME 1974 v Göteborgu, 1976 v Mnichově a 1977 v San Sebastiánu.
Po skončení atletické kariéry započal od roku 1983 dráhu politickou. Je členem Sociálně demokratické strany Finska. V letech 2003–2005 byl mj. ministrem financí.